# Liste des distinctions de Friends

Cet article liste les récompenses et les nominations de la série télévisée Friends.
| Cérémonie     | Catégorie                                                             | Année | Personnalité(s)                | Épisode                                                                                | Statut                                                          |
| ------------- | --------------------------------------------------------------------- | ----- | ------------------------------ | -------------------------------------------------------------------------------------- | --------------------------------------------------------------- |
| Emmy Awards   | Meilleure série - Comédie                                             | 1995  | Producteurs                    |                                                                                        | Nomination                                                      |
| Emmy Awards   | Meilleure série - Comédie                                             | 1996  | Producteurs                    |                                                                                        | Nomination                                                      |
| Emmy Awards   | Meilleure série - Comédie                                             | 1999  | Producteurs                    |                                                                                        | Nomination                                                      |
| Emmy Awards   | Meilleure série - Comédie                                             | 2000  | Producteurs                    |                                                                                        | Nomination                                                      |
| Emmy Awards   | Meilleure série - Comédie                                             | 2002  | Producteurs                    | Victoire                                                                               |                                                                 |
| Emmy Awards   | Meilleure série - Comédie                                             | 2003  | Producteurs                    | Nomination                                                                             |                                                                 |
| Emmy Awards   | Meilleure réalisation - Comédie                                       | 1995  | James Burrows                  | Nomination                                                                             | Celui qui a du jus                                              |
| Emmy Awards   | Meilleure réalisation - Comédie                                       | 1996  | Michael Lembeck                | Celui qui retrouve son singe                                                           | Victoire                                                        |
| Emmy Awards   | Meilleure réalisation - Comédie                                       | 1999  | Michael Lembeck                | Celui qui découvre tout                                                                | Nomination                                                      |
| Emmy Awards   | Meilleure réalisation - Comédie                                       | 2000  | Michael Lembeck                | Ce qui aurait pu se passer                                                             | Nomination                                                      |
| Emmy Awards   | Meilleur scénario - Comédie                                           | 1995  | Jeff Greenstein & Jeff Strauss | Celui qui parle au ventre de sa femme                                                  | Nomination                                                      |
| Emmy Awards   | Meilleur scénario - Comédie                                           | 1999  | Alexa Junge                    | Celui qui découvre tout                                                                | Nomination                                                      |
| Emmy Awards   | Meilleur acteur - Comédie                                             | 2002  | Matthew Perry                  | Celui qui découvrait les joies du bain                                                 | Nomination                                                      |
| Emmy Awards   | Meilleur acteur - Comédie                                             | 2002  | Matt LeBlanc                   | Celui qui avouait tout à Rachel                                                        | Nomination                                                      |
| Emmy Awards   | Meilleur acteur - Comédie                                             | 2003  | Matt LeBlanc                   | Celui qui allait à la Barbade                                                          | Nomination                                                      |
| Emmy Awards   | Meilleur acteur - Comédie                                             | 2004  | Matt LeBlanc                   | Celui qui trahissait le pacte                                                          | Nomination                                                      |
| Emmy Awards   | Meilleure actrice - Comédie                                           | 2002  | Jennifer Aniston               | Celui qui avait un bébé                                                                | Victoire                                                        |
| Emmy Awards   | Meilleure actrice - Comédie                                           | 2003  | Jennifer Aniston               | Celui qui se faisait épiler                                                            | Nomination                                                      |
| Emmy Awards   | Meilleure actrice - Comédie                                           | 2004  | Jennifer Aniston               | Celui qui n'aimait pas les adieux                                                      | Nomination                                                      |
| Emmy Awards   | Meilleur acteur dans un second rôle - Comédie                         | 1995  | David Schwimmer                |                                                                                        | Nomination                                                      |
| Emmy Awards   | Meilleure actrice dans un second rôle - Comédie                       | 1995  | Lisa Kudrow                    |                                                                                        | Nomination                                                      |
| Emmy Awards   | Meilleure actrice dans un second rôle - Comédie                       | 1997  | Lisa Kudrow                    |                                                                                        | Nomination                                                      |
| Emmy Awards   | Meilleure actrice dans un second rôle - Comédie                       | 1998  | Lisa Kudrow                    | Victoire                                                                               |                                                                 |
| Emmy Awards   | Meilleure actrice dans un second rôle - Comédie                       | 1999  | Lisa Kudrow                    | Nomination                                                                             |                                                                 |
| Emmy Awards   | Meilleure actrice dans un second rôle - Comédie                       | 2000  | Lisa Kudrow                    | Nomination                                                                             | Ce qui aurait pu se passer                                      |
| Emmy Awards   | Meilleure actrice dans un second rôle - Comédie                       | 2000  | Jennifer Aniston               | Nomination                                                                             | Celui qui sortait avec la sœur Celui qui ne pouvait pas pleurer |
| Emmy Awards   | Meilleure actrice dans un second rôle - Comédie                       | 2001  | Jennifer Aniston               | Nomination                                                                             | Celui qui retrouvait son rôle Celui qui avait trente ans        |
| Emmy Awards   | Meilleure actrice dans un second rôle - Comédie                       | 2001  | Lisa Kudrow                    | Nomination                                                                             | Celui qui s'était mal assis Celui qui avait un cerveau neuf     |
| Emmy Awards   | Meilleur acteur invité - Comédie                                      | 2000  | Tom Selleck                    | Nomination                                                                             | Celui qui faisait sa demande                                    |
| Emmy Awards   | Meilleur acteur invité - Comédie                                      | 2000  | Bruce Willis                   | Celui qui rencontrait le père Celui qui se la jouait grave Celui qui achetait la bague | Victoire                                                        |
| Emmy Awards   | Meilleur acteur invité - Comédie                                      | 2001  | Gary Oldman                    | Celui qui a épousé Monica                                                              | Nomination                                                      |
| Emmy Awards   | Meilleur acteur invité - Comédie                                      | 2002  | Brad Pitt                      | Celui qui avait fait courir la rumeur                                                  | Nomination                                                      |
| Emmy Awards   | Meilleur acteur invité - Comédie                                      | 2003  | Hank Azaria                    | Celui qui était le plus drôle                                                          | Nomination                                                      |
| Emmy Awards   | Meilleur acteur invité - Comédie                                      | 2004  | Danny DeVito                   | Celui qui trahissait le pacte                                                          | Nomination                                                      |
| Emmy Awards   | Meilleure actrice invitée - Comédie                                   | 1995  | Christina Pickles              | Celui qui est perdu Celui qui hallucine                                                | Nomination                                                      |
| Emmy Awards   | Meilleure actrice invitée - Comédie                                   | 1996  | Marlo Thomas                   | Celui qui n'apprécient pas certains mariages Celui qui faisait le lien                 | Nomination                                                      |
| Emmy Awards   | Meilleure actrice invitée - Comédie                                   | 2001  | Susan Sarandon                 | Celui qui avait un cerveau neuf                                                        | Nomination                                                      |
| Emmy Awards   | Meilleure actrice invitée - Comédie                                   | 2003  | Christina Applegate            | Celui qui était vexé                                                                   | Victoire                                                        |
| Emmy Awards   | Meilleure actrice invitée - Comédie                                   | 2004  | Christina Applegate            | Celui qui écrivait une lettre de recommandation                                        | Nomination                                                      |
| Emmy Awards   | Meilleur casting - Comédie                                            | 2002  |                                |                                                                                        | Nomination                                                      |
| Emmy Awards   | Meilleur casting - Comédie                                            | 2003  |                                |                                                                                        | Nomination                                                      |
| Emmy Awards   | Meilleure musique de générique                                        | 1995  | Michael Skloff & Allee Willis  |                                                                                        | Nomination                                                      |
| Golden Globes | Meilleure série - Musicale ou comédie                                 | 1996  | Producteurs                    |                                                                                        | Nomination                                                      |
| Golden Globes | Meilleure série - Musicale ou comédie                                 | 1997  | Producteurs                    |                                                                                        | Nomination                                                      |
| Golden Globes | Meilleure série - Musicale ou comédie                                 | 1998  | Producteurs                    |                                                                                        | Nomination                                                      |
| Golden Globes | Meilleure série - Musicale ou comédie                                 | 2002  | Producteurs                    |                                                                                        | Nomination                                                      |
| Golden Globes | Meilleure série - Musicale ou comédie                                 | 2003  | Producteurs                    |                                                                                        | Nomination                                                      |
| Golden Globes | Meilleur acteur - Musicale ou comédie                                 | 2003  | Matt LeBlanc                   |                                                                                        | Nomination                                                      |
| Golden Globes | Meilleur acteur - Musicale ou comédie                                 | 2004  | Matt LeBlanc                   |                                                                                        | Nomination                                                      |
| Golden Globes | Meilleure actrice - Musicale ou comédie                               | 2003  | Jennifer Aniston               | Victoire                                                                               |                                                                 |
| Golden Globes | Meilleure actrice dans un second rôle - Série, mini-série ou téléfilm | 1996  | Lisa Kudrow                    | Nomination                                                                             |                                                                 |